# Mlungisi Johnson
Mlungisi Johnson (* 5. Februar 1964; Spitzname Lulu) ist ein südafrikanischer Politiker. Er war von 1994 bis 1996 Präsident der ANC Youth League (ANCYL) und ist derzeit Mitglied der Nationalversammlung.
Johnson studierte an der Witwatersrand-Universität, 1981/82 war er Regionalsekretär der Young Christian Workers, bevor er von 1983 bis 1985 Präsident des Congress of South African Students (COSAS) wurde. Von 1991 bis 1994 war er stellvertretender Präsident der ANCYL, 1994 wurde er zu deren Präsidenten gewählt; er blieb bis 1996 im Amt und war zugleich Mitglied des nationalen Exekutivkomitees des African National Congress. 2004 errang Johnson einen Sitz in der Nationalversammlung, derzeit ist er Vorsitzender des Komitees für Land- und Forstwirtschaft und Fischerei. Er ist Trustee des Bokamoso Barona Investment Trust, der von den drei südafrikanischen Studentenverbänden getragen wird.